# 达头可汗
达头可汗（拉丁轉寫：Tarduš qaγan；？—610年左右），576年至603年任西突厥可汗，阿史那氏，名玷厥，号达头可汗、 步迦可汗，又作达度、地头。西突厥汗国的创建者。
达头为室点密之子，早年辅佐室点密征柔然、嚈哒，立有战功。576年继位突厥汗国的西面可汗，初臣服于东部的突厥大汗。他在同年因拜占廷提比略二世皇帝接納阿瓦爾人，在576年派兵攻打博斯普魯斯，在581年攻打克里米亞一個名為刻赤的地方(与乌特格尔匈人)，直到590年才完全撤兵。
578年，达头率兵攻中国北周肃州（今甘肃酒泉），因于阗、挹怛等反，后方动荡，退兵。东突厥佗缽可汗去世后，国中内乱。当时，达头可汗与沙钵略可汗（尔伏可汗）摄图、阿波可汗大逻便、第二可汗庵逻都自称可汗，分居四面，内怀猜忌，外示和同，同为突厥国内四强。581年，接见隋朝使臣元晖，接受隋朝赐予的狼头纛。583年达头同东突厥沙钵略可汗合兵进犯隋朝，中途擅自退兵，致使沙钵略为隋军所败。达头因兵强而位微，对沙钵略不满，于是遣使至隋朝结好，又乘机联合东突厥西部的阿波可汗等反对沙钵略可汗，使之腹背受敌，不再奉东突厥号令，是为东西突厥正式分裂之始。沙钵略被迫称臣于隋。达头与阿波可汗称雄西域，先后与东突厥莫何可汗、都蓝可汗（沙钵略之子）互相征伐，侵扰隋境。后达头又与东突厥都蓝可汗联盟，反对与隋朝结盟的突利可汗染干。599年（隋文帝开皇十九年），与都蓝联军击溃染干，但旋即为隋朝援兵所败，染干被隋朝立为启民可汗，达头遂自称步迦可汗，进军东突厥，一时成为整个突厥的共主。
600年四月，达头再次掠夺隋朝，被隋将史万岁、长孙晟所败，同时铁勒等十余部起义。601年（仁寿元年），隋文帝派杨素等人在启民的协助下进攻达头部属。战争持续四年，603年，达头部下原东突厥各族大溃，纷纷投奔启民。达头无法控制局势，逃入吐谷浑，约在610年左右去世。